# Aktuell Rapport
Aktuell Rapport é uma revista pornográfica publicada na Suécia, e também vendida em uma edição norueguesa. Publicado pela Tre-mag Sweden AB de Estocolmo e impresso na Áustria, também contém uma quantidade significativa de recursos não pornográficos.

## História
Aktuell Rapport foi publicado pela primeira vez como Rapport 76 na Noruega em 1976 por Leif Hagen, e apresentava com destaque um catálogo de pedidos pelo correio para sua empresa L. Hagen Import. De inicialmente uma publicação mensal, evoluiu para uma publicação semanal durante a década de 1980, antes de assumir a atual periodicidade quinzenal.
O editor atual é Lau Larsen. A revista foi editada de 2000 a 2003 por Stein-Erik Mattsson.
Aktuell Rapport teve uma circulação de cerca de 25.000 cópias na Noruega em 2007.